# Johann Michael Rottmayr

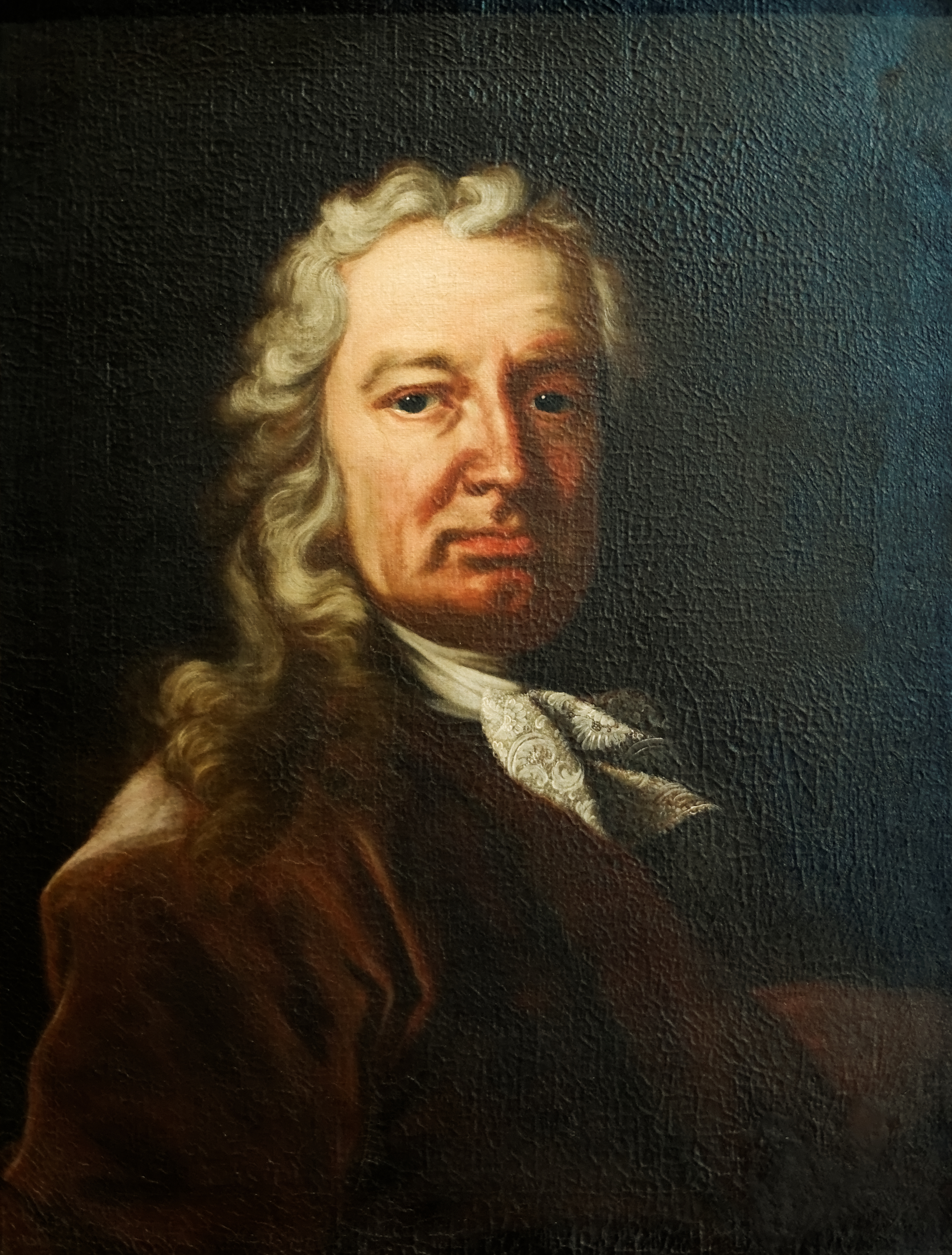
Johann Michael Rottmayr: Selbstporträt, ca. 1709, Wien Museum

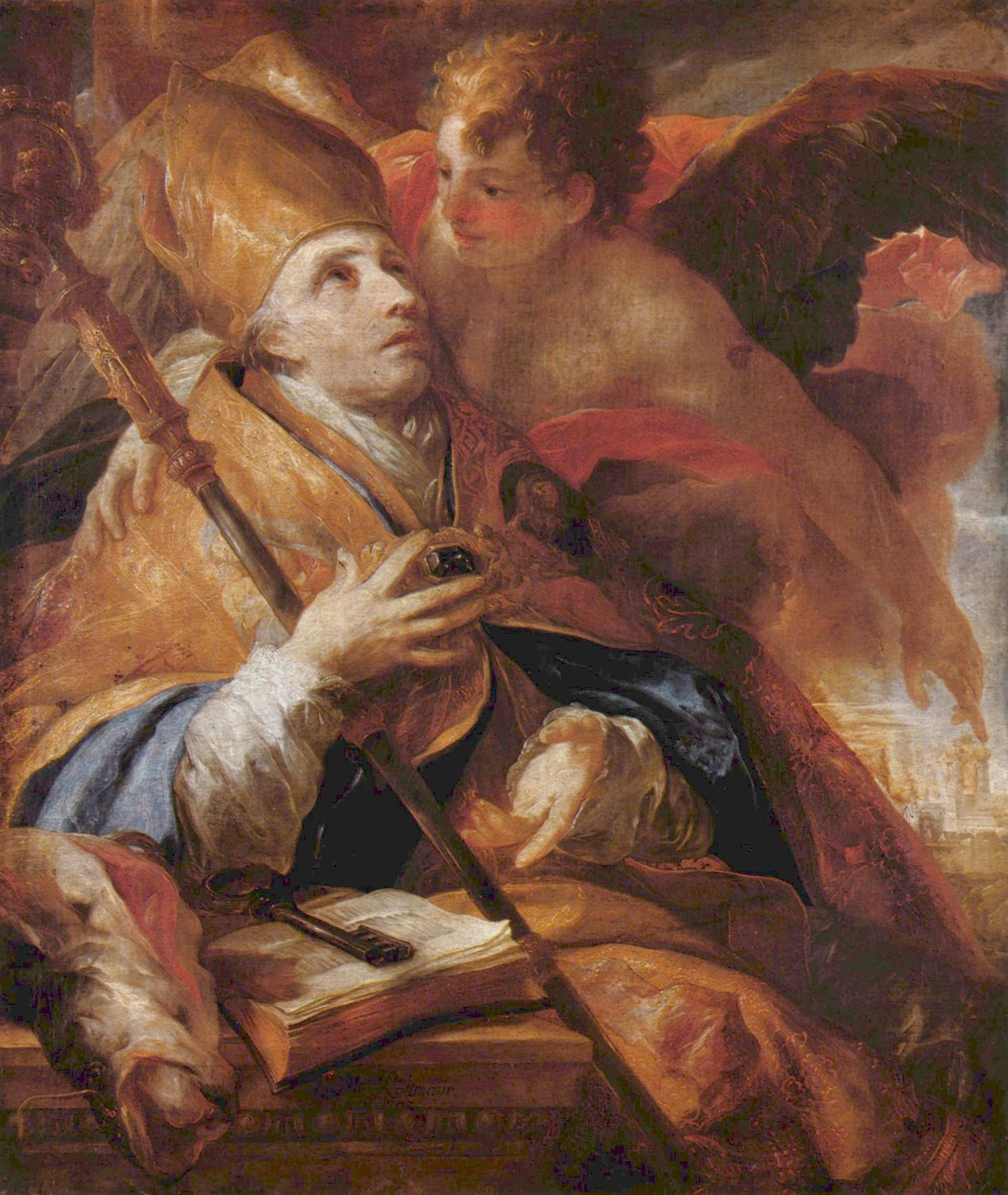
Hl. Benno

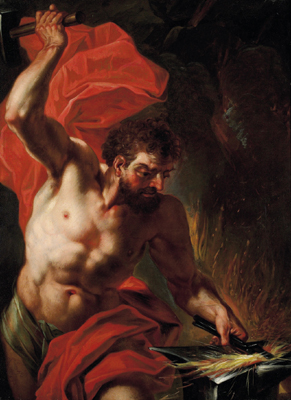
Johann Michael Rottmayr: Volcano. Privatsammlung Lausanne

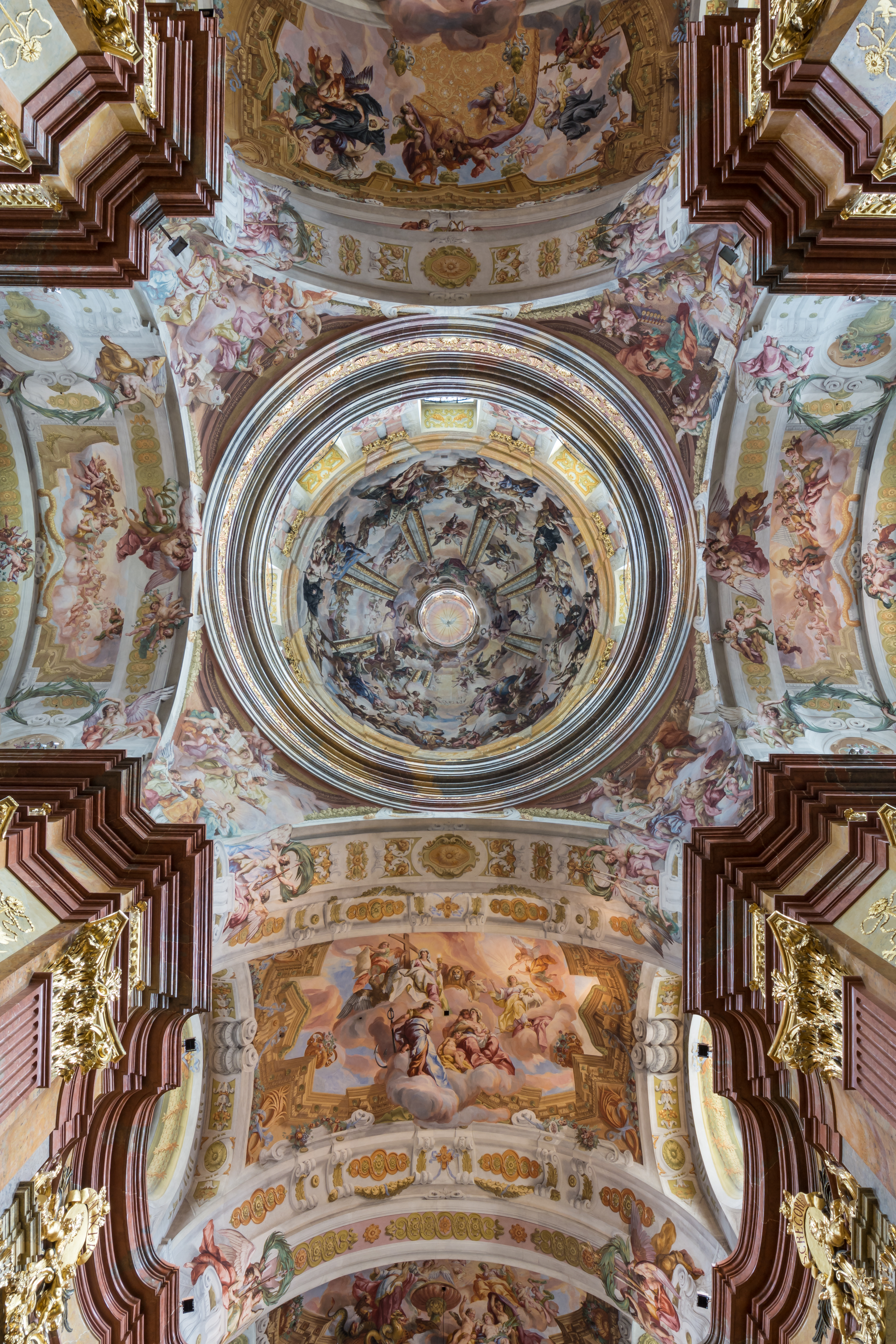
Freskenausstattung der Melker Stiftskirche

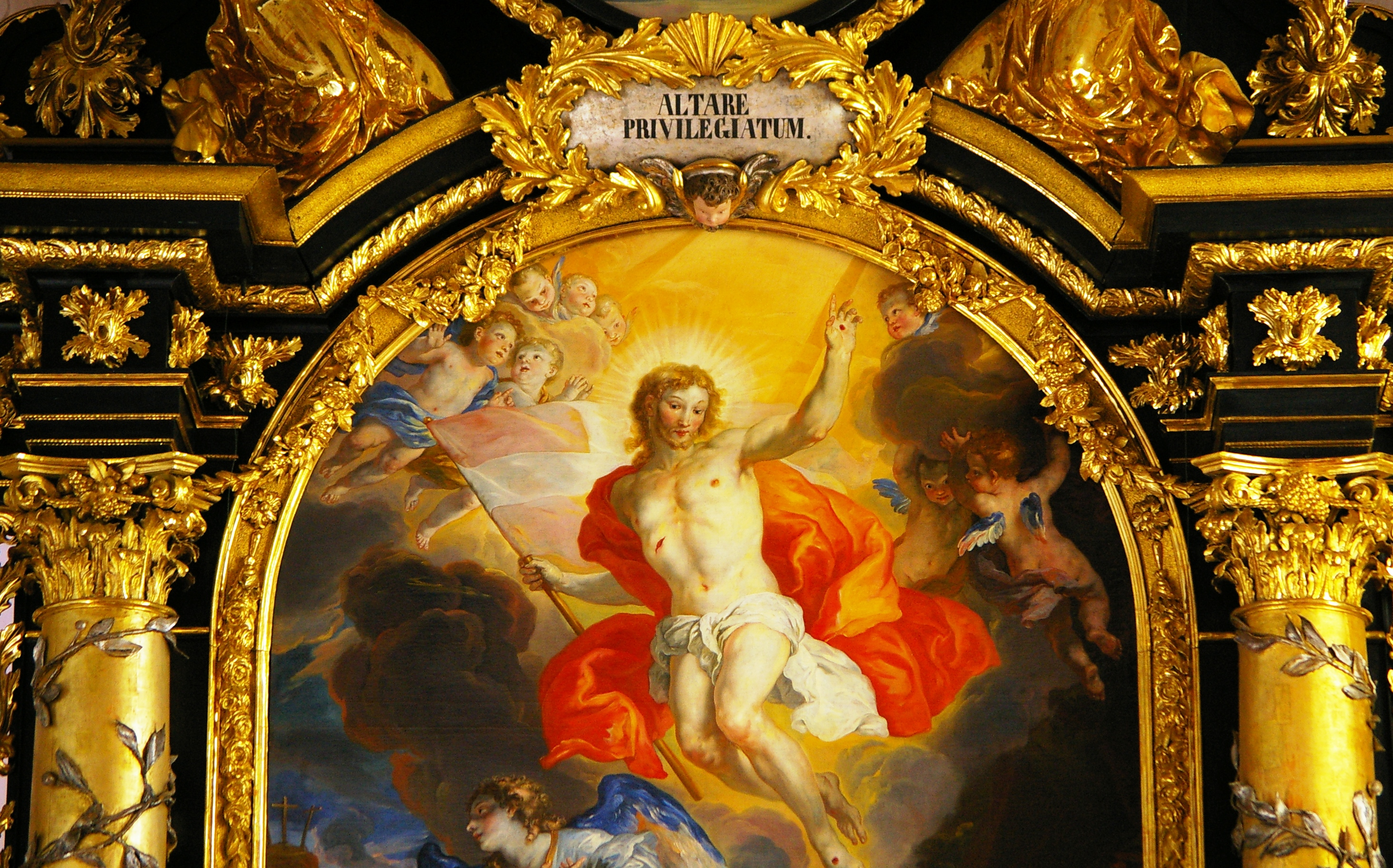
Hochaltar Abteikirche Michaelbeuern

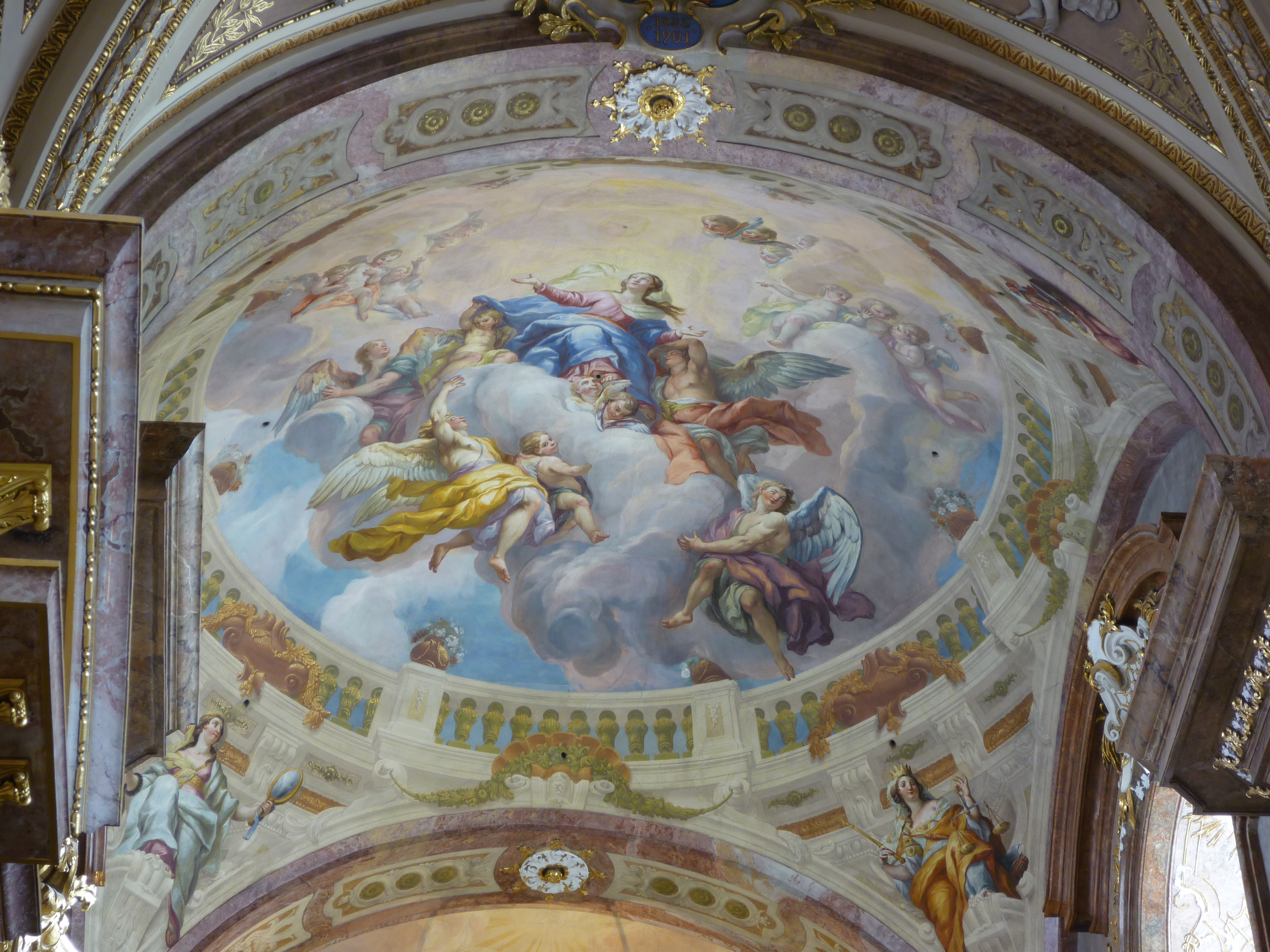
Deckenfresko der Stiftskirche Klosterneuburg: Aufnahme Mariens in den Himmel

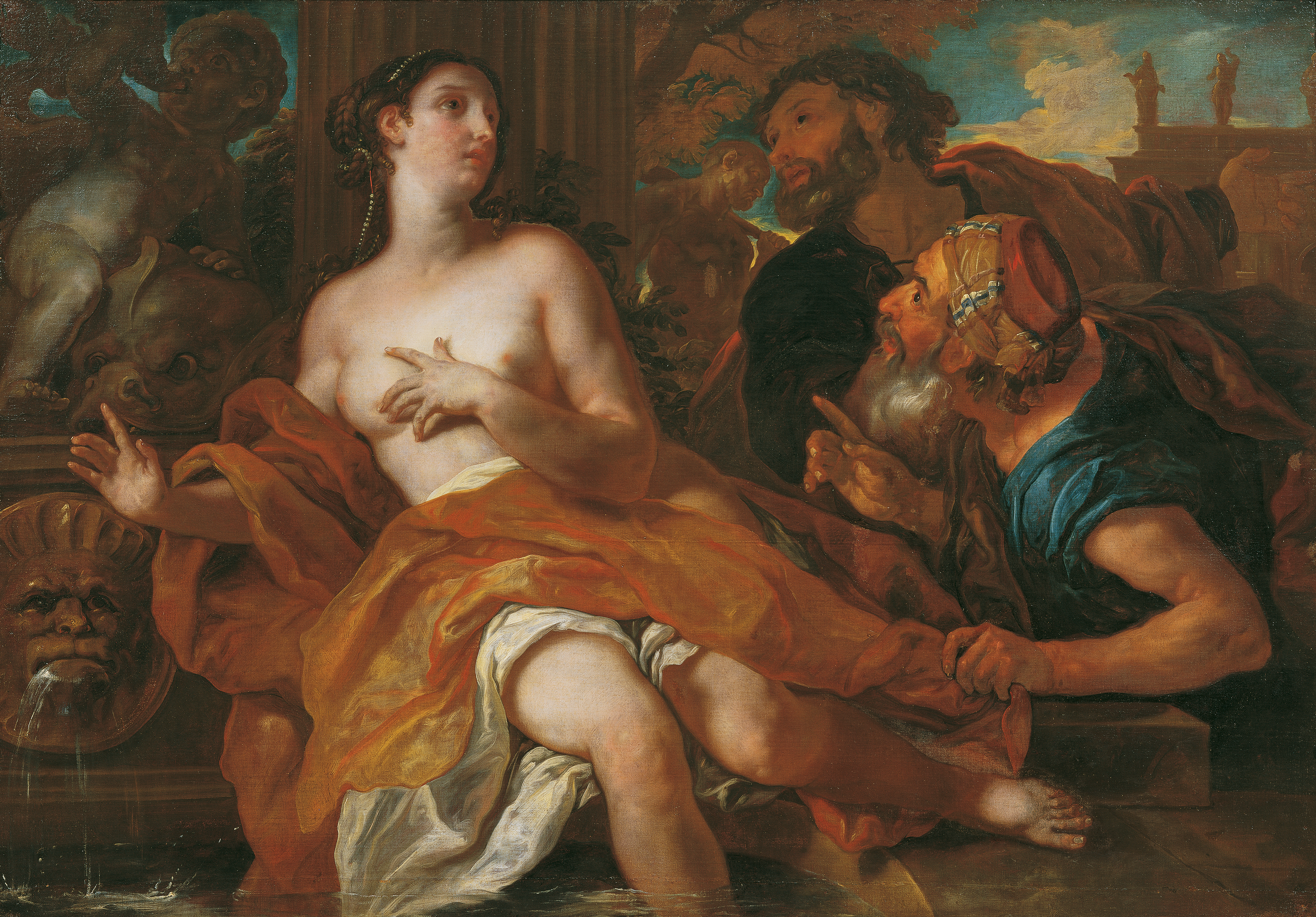
Susanna und die beiden Alten, um 1692, Belvedere, Wien

Johann Michael Rottmayr (seit 1704 von Rosenbrunn; getauft 11. Dezember 1654 in Laufen an der Salzach; † 25. Oktober 1730 in Wien) war ein Salzburger Barockmaler. Er gilt neben Martino Altomonte als erster aus Mitteleuropa stammender Meister dieses Stils im heutigen Österreich.

## Leben
Johann Michael Rottmayr war der Sohn des Organisten Friedrich Rottmayr und dessen Gattin Margareta Magdalena Rottmayr, geb. Zehentner, einer Fassmalerin, die ebenso Orgel spielte. Bei seiner Mutter erlernte er wahrscheinlich das Malerhandwerk. 1675 zog er nach Venedig, wo er Schüler von Johann Carl Loth wurde; unter seinem Einfluss entwickelte er einen gemischt venezianisch-neapolitanischen Malstil. 1688 kehrte er über Passau in seine Heimat zurück, wo er 1689 in Salzburg nachweisbar ist und fürstbischöflicher Hofmaler wurde. U.a. war er hier auch für die Grafen Althan tätig.
In erster Ehe war er ab 1690 mit der Salzburgerin Helene Barbara Reichpekh verheiratet. 1696 übersiedelte Rottmayr von Salzburg nach Wien, wo er bis zu seinem Tode arbeitete. Er erhielt 1704 das Adelsprädikat von Rosenbrunn. Seit 1727 war er in zweiter Ehe mit Theresia Josefa Nassner (Witwe nach Jacob von Männl) verheiratet. Nach seinem Tode wurde Rottmayr im Wiener Stephansdom beigesetzt.

## Ehrungen
1894 wurde die Rottmayrgasse in Wien-Meidling nach dem Maler benannt und 1935 die gleichnamige Gasse in Salzburg-Süd.
Nach ihm benannt sind heute auch die Rottmayrstraße und das Rottmayr-Gymnasium in seinem Geburtsort Laufen (Oberbayern) an der Salzach.

## Bedeutung
Johann Michael Rottmayr war der angesehenste, meistbeschäftigte und wohl auch bedeutendste Maler des beginnenden Barock im heutigen Österreich. Er war vor allem in Salzburg, in Wien und in niederösterreichischen Klöstern tätig. Rottmayr wurde zunehmend von Peter Paul Rubens beeinflusst und von Johann Bernhard Fischer von Erlach sehr geschätzt. Seine Fresken zeichnen sich durch expressive Erlebnishaftigkeit und eine klare Raumkonzeption aus. In seinem Spätwerk wird die Farbskala immer heller und kühler.

## Werke
- um 1688: Franziskanerkloster Salzburg, 2 Leinwandbilder Verkündigung.
- 1689: Franziskanerkloster Salzburg, 4 Szenen aus dem Leben des hl. Franziskus.
- 1689: Salzburg, Residenz, Carabinierisaal: Deckenfresko mit einer allegorischen Darstellung der vier Elemente.
- 1690: Salzburg, Pfarrkirche Mülln, nordöstliche Kapelle, Altarblatt, hl. Nikolaus von Myra in seiner Vision des Christuskindes.
- 1690: Salzburg, Winterreitschule (heute Karl-Böhm-Saal des Festspielhauskomplexes): Deckenfresko Türkenstechen (erstes Zusammentreffen mit Johann Bernhard Fischer von Erlach, der dort zur selben Zeit das Portal gestaltete).
- um 1691: Wien, Schloss Belvedere, Unteres Belvedere, Barockgalerie, Opferung der Iphigenie
- 1691: Benediktinerabtei Michaelbeuern: Hochaltarbild Auferstehung Jesu Christi.
- um 1692: Franziskanerkloster Salzburg, Leinwandbild Ecce homo.
- 1692: Salzburg, Erhardkirche, Hochaltarbild, Taufe der hl. Ottilie durch den hl. Erhard.[7]
- um 1692: Wien, Belvedere, Susanna und die beiden Alten, Öl auf Leinwand, 118 × 169 cm.
- 1693: Passau, Dom Sankt Stephan: Pauli-Bekehrungsaltar – Bekehrung des Saulus.
- 1695: Schloss Vranov nad Dyjí (Frain) (Mähren): Kuppelfresko des Ahnensaals der Althans.
- 1695: Passau, Dom Sankt Stephan: Sebastianialtar – Die heilige Irene pflegt den heiligen Sebastian.
- 1697: Tittmoning, Schlosskapelle, Engelssturz.
- 1697: Salzburg, Dreifaltigkeitskirche: Kuppelfresko Krönung Mariens (Auffällig ist, dass kein Himmelsblau verwendet wird: auf die Illusion eines Freiraums wird verzichtet.)
- 1698: Wien, Paulanerkirche, Kreuzigungsbild für einen Seitenaltar.
- 1698: Laufen, Stiftskirche Laufen, Hl. Lukas und Hl. Cäcilie.
- 1700: Wien, Pfarrkirche Maria Hietzing, Verkündigung der Geburt Mariä an Joachim und Anna.
- 1700: Wien, Pfarrkirche Maria Hietzing, Bild für den Kreuzigungsaltar.
- 1702: (heute) München, Alte Pinakothek, Hl. Benno.
- 1703: Breslau, Jesuitenkirche, Kuppelfresko.
- 1704: Schloss Marbach (Ried in der Riedmark), Schlosskapelle, Enthauptung der heiligen Katharina.
- 1706: Wien, Palais Liechtenstein, Fresken im Untergeschoß: Vestibül, Sala terrena, Sommerappartements und Treppenhäuser.
- 1706–1708: Wien, Palais Liechtenstein, Allegorien nach Motiven der griechischen Mythologie.
- 1706: (heute) Wien (Wien Museum), Kephalos und Prokris, Ölbild, Inv. Nr. 42.754.
- 1708: Wien, Stephansdom, Johannesaltar.
- 1708: Salzburg, Kajetanerkirche, Hl. Familie.
- 1708: Salzburg, Johannsspitalkirche, Martyrium der Hl. Barbara.
- 1710: Wien, Schloss Schönbrunn, Deckenfresko (dieses Hauptwerk ging beim Umbau des Schlosses in den 1740er Jahren verloren).
- 1711: Salzburg, Residenz, Fresko in der Schönen Galerie. Hier wird ein illusionistischer Deckendurchbruch gemalt, allerdings wird eine Wolke über den Architekturrand gezogen.
- 1711–1712: Wien, Pfarrkirche Maria Hietzing, Tod des heiligen Josef.
- 1714: Wien, Peterskirche, Kuppelfresko.
- 1715: Wien, Stephansdom, Altarbild am Franziskusaltar.
- 1717/1718: Pommersfelden, Schloss Weißenstein, Marmorsaal, Sieg der Schönbornschen Tugenden über die Laster.
- 1716–1722: Melk, Stiftskirche, im Langhaus wird die Gurteinteilung der Kirche zur Gliederung der Fresken genutzt. Dargestellt wird eine „Via Triumphalis“ des Benediktinerordens.
- 1716–1722: Melk, Stiftskirche, Altarbild.
- 1722: Salzburg, Pfarrkirche Flachau, Hochaltarblatt Immaculata.
- 1723: Melk, Stiftskirche, Anbetung der Hl. drei Könige.
- 1726–1729: Wien, Karlskirche, Kuppelfresko mit Sujets zum heiligen Carlo Borromeo.
- 1727: Breitenfurt bei Wien, Kloster St. Josef, Kapelle, Altarblatt hl. Josef, ehemals in der Laimgrubenkirche.
- 1728/1730: Seitenaltarbilder, 1740 aus der Stiftskirche Melk in die Pfarrkirche Prottes übertragen
- 1729: Klosterneuburg, Stiftskirche, Chor-Deckenfresko Aufnahme Mariens in den Himmel.
- 1730: Wallfahrtskirche Maria Lanzendorf, Chor-Deckenfresko (großteils verloren; Stichkappen erhalten).
- 1730: Wallfahrtskirche Maria Lanzendorf, Hauptaltarbild Christus am Ölberg.
- 1730: Wallfahrtskirche Maria Lanzendorf, Seitenaltarbild Stigmatisierung des heiligen Franz von Assisi.
- 1730: Wallfahrtskirche Maria Lanzendorf, Seitenaltarbild Stigmatisierung des heiligen Antonius.
- 1730: Hofkapelle des Schlosses Hilleprand von Prandau (Valpovo, Kroatien), Hauptaltarbild, Gnadenstuhl (Rottmayr und Werkstatt), im Museum der bildenden Künste (Osijek, Kroatien).
- nach 1700: Heiligenkreuz, Altarbild Mariä Aufnahme in den Himmel

u. a.